# Hlusja
Hlusja (vitryska: Глуша) är ett samhälle i Belarus.   Den ligger i voblasten Mahiljoŭs voblast, i den centrala delen av landet, 120 km sydost om huvudstaden Minsk. Hlusja ligger 169 meter över havet och antalet invånare är 1 400.

## Natur och klimat
Terrängen runt Hlusja är mycket platt. Runt Hlusja är det ganska tätbefolkat, med 144 invånare per kvadratkilometer.. Hlusja är det största samhället i trakten.
Omgivningarna runt Hlusja är en mosaik av jordbruksmark och naturlig växtlighet.